# الانتخابات الرئاسية الكورية الجنوبية 1952
الانتخابات الرئاسية الكورية الجنوبية 1952 هي الانتخابات الرئاسية الكورية الجنوبية ‏ جرت في 5 أغسطس 1952، في كوريا الجنوبية، لانتخاب رئيس كوريا الجنوبية.
فاز بالانتخابات إي سنغ مان.